# France Winddance Twine
France Winddance Twine, née en 1960, est une universitaire, cinéaste et plasticienne américaine. 
Elle est actuellement[évasif] professeure de sociologie à l'Université de Californie à Santa Barbara, où elle donne régulièrement des cours sur la race, le genre, les inégalités, l'enfance et la sociologie du corps. 

## Biographie
Elle est l'ancienne rédactrice en chef adjointe de l'American Sociological Review, la revue phare de l'American Sociological Association. Twine est membre des comités de rédaction internationaux de Sociology, revue officielle de la British Sociological Association, et des revues Social Problems and Identities: Global Studies in Culture and Power,. Elle a également siégé au comité de rédaction de l'Ethnic and Racial Studies, la revue consacrée à l'étude des inégalités raciales et ethniques dans la discipline de la sociologie. 
Les recherches de Twine portent sur l'intersection des inégalités de race, de genre et de classe. Ses publications récentes incluent Outsourcing the Womb: race, classe et maternité de substitution sur un marché mondial (2015), Geographies of Privilege (2013) et Girls With Guns: Armes à feu, féminisme et militarisme (2012).  Elle est rédactrice en chef de la série Routledge, Framing 21st Century Social Issues. 
Twine a obtenu son doctorat à l'Université de Californie à Berkeley. Elle a été chargée de recherche dans la promotion 2008-2009 du Centre d'études avancées en sciences du comportement de l'Université Stanford. En 2007, elle a été nommée professeure invitée distingué au Département de sociologie de la London School of Economics. Elle a enseigné et a été professeure titulaire à l'Université Duke et à l'Université de Washington à Seattle. Twine est membre inscrit de la Nation Muscogee, Oklahoma. Elle est la petite-fille de Paul Twine, membre fondateur du Catholic Interracial Council of Chicago, une organisation de justice sociale qui a joué un rôle important dans le mouvement pour les droits civils des années 1960. 
Twine est une ethnographe et théoricienne de la race, qui compte 70 publications, dont 10 livres. Elle a mené des recherches sur le terrain au Brésil, en Grande-Bretagne et aux États-Unis. Ses recherches ont été financées par la Fondation Rockefeller et la Fondation Andrew Mellon.  
Elle travaille sur un projet transnational portant sur la gestation pour autrui. Son apport théorique le plus important est le concept d'alphabétisation raciale, qui a été publié pour la première fois dans un article de journal en 2004 et développé dans son livre A White Side of Black Britain.   

## Publications
- Externaliser l'utérus: race, classe et maternité de substitution sur un marché mondial (Deuxième édition), Routledge, 2015 (ISBN 978-0415892025)
- Geographies of Privilege, France Winddance Twine, Bradley Gardener Routledge, 2013 (ISBN 978-0415519625)
- Les filles avec des armes à feu: armes à feu, féminisme et militarisme, Routledge, 2012 (ISBN 978-0415516730)
- Réthéisation de la race et de la blancheur au 21e siècle: changements et défis, Routledge, co-édité avec Charles A. Gallagher, 2011 (ISBN 978-0415519625)
- L'externalisation du ventre: race, classe et maternité de substitution sur un marché mondial, Routledge, 2011 (ISBN 978-0415849326)
- Un côté blanc de la Grande-Bretagne noire: intimité interraciale et alphabétisation raciale, Duke University Press., 2010 (ISBN 978-0822348764)[6]
- Féminisme et antiracisme: Les luttes internationales pour la justice, Presses universitaires de New York, co-édité avec Kathleen Blee, 2001 (ISBN 978-0814798553)
- Idéologies et technologies de la maternité: race, classe sociale, sexualité et nationalisme, Routledge, co-édité avec Helena Ragone., 2000 (ISBN 978-0415921107)
- Racing Racing / Researching Race: dilemmes méthodologiques dans les études critiques sur la race, Presses universitaires de New York, co-édité avec Jonathan Warren, 2000 (ISBN 978-0814782422)
- Féminismes et cultures de jeunes , un numéro spécial de Signs: Journal de femmes dans la culture et la société, vol. 23, no 3, printemps 1998, University of Chicago Press, co-édité avec Kum Kum Bhavani et Kathryn Kent.
- Le racisme dans une démocratie raciale: le maintien de la suprématie blanche au Brésil, Rutgers University Press, 1997 (ISBN 978-0813523651)

### Production cinématographique
- 1990 : Just Black? L'identité multiraciale aux États-Unis, avec J. Warren et F. Ferrandiz, New York, Filmakers Library[7]